# Sól attycka
Sól attycka – przenośnia określająca taki sposób wysławiania się, który łączy w sobie cięty dowcip z elegancją wypowiedzi i prostą jej formą. 
Pojęcie było charakterystyczne dla najlepszego okresu retoryki attyckiej, zwanego złotym okresem (od około połowy V w. p.n.e. do około połowy IV w. p.n.e.). Kontynuacja tych osiągnięć nastąpiła w okresie attycyzmu. Genezą pojęcia jest znaczenie soli w starożytności, kiedy to utożsamiano ją ze smakiem i gustem.